# Simon Schaffer
Simon Schaffer (Southampton, 1º gennaio 1955) è uno storico della scienza britannico.
Insegna storia della scienza e filosofia della scienza presso il Dipartimento di Storia e Filosofia della Scienza dell'Università di Cambridge.

## Biografia
Schaffer è nato a Southampton e ha vissuto in Australia con i suoi genitori per diversi anni durante l'infanzia. Dopo aver frequentato la Varndean Grammar School for Boys (ora Varndean College) a Brighton, ha studiato al Trinity College di Cambridge e ad Harvard con una borsa di studio Kennedy. Inizialmente ha insegnato all'Imperial College di Londra e all'Università della California a Los Angeles (UCLA) prima di trasferirsi all'Università di Cambridge come docente universitario. È membro del Darwin College dal 1985. Schaffer è stato temporaneamente co-editore del British Journal for the History of Science. Oltre alla ricerca e all'insegnamento a Cambridge, lavora come presentatore di programmi scientifici, ad es. su BBC Four nel documentario in quattro parti Light Fantastic (2004) sulla ricerca scientifica sulla luce.
Insieme a Steven Shapin, Schaffer ha scritto Leviathan and the Air-Pump: Hobbes, Boyle, and the Experimental Life, pubblicato nel 1985, per il quale i due storici della scienza hanno ricevuto il Premio Erasmo nel 2005. Schaffer e Shapin ripercorrono il dibattito tra Thomas Hobbes e Robert Boyle sulla loro metodologia scientifica e sul rapporto tra potere statale e scienza. Alla pubblicazione di Leviathan and the Air-Pump seguì una controversia scientifica riguardante la prospettiva degli autori limitata all'Inghilterra, errori sulla comprensione obsoleta della ricerca di Boyle e sul fatto che i passaggi su Hobbes sono pieni di gravi errori e le citazioni cruciali sono errate.
Schaffer è stato insignito della Medaglia George Sarton della History of Science Society (HSS) nel 2013 e del Premio Paul Bunge della Società dei Chimici Tedeschi nel 2017. Nel 2018 ha ricevuto il Premio Dan David. Nel 2012 è stato eletto membro della British Academy.